# Ludwik Filip I Orleański
Ludwik Filip I Orleański (ur. 12 maja 1725 w Wersalu, zm. 18 listopada 1785 w Sainte-Assise) zwany Gruby (Le Gros), czwarta z kolei głowa orleańskiej linii Burbonów, książę Chartres w latach 1725-1752, później, po śmierci ojca (1752) książę Orleanu, de Nemours, de Valois i de Montpensier, syn Ludwika I Orleańskiego i Augusty Marii Joanny Badeńskiej.
Ludwik Filip urodził się 12 maja 1725 w Wersalu. Jako młodzieniec brał udział w kampaniach wojskowych lat 1742, 1743 i 1744 we Flandrii i Niemczech i uzyskał rangę generała-lejtnanta. Walczył m.in. w bitwie pod Fontenoy. Już we wczesnych latach zapałał odwzajemnioną miłością do Madame Henrietty (1727–1752) – córki Ludwika XV. Król początkowo popierał plany matrymonialne młodej pary, ale wkrótce przeszkodziły sprawie powikłania dyplomatyczne: Ludwik XV nie miał wówczas jeszcze syna i w razie jego śmierci kandydatami do tronu byliby Ludwik Orleański i Filip V Burbon, który nigdy nie pogodził się z wymuszoną w 1713 r. przez Pokój w Utrechcie rezygnacją z praw do tronu Francji za cenę osiągnięcia korony hiszpańskiej. Małżeństwo z córką królewską wzmocniłoby pozycję Ludwika Filipa wobec Filipa V, a więc monarcha hiszpański założył u Ludwika XV formalne veto. W roku 1740 król odmówił Orleańczykowi ręki córki, która zmarła niezamężna.

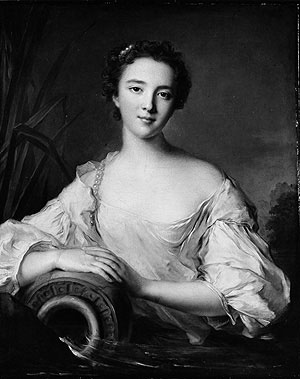
Luiza Henrietta de Burbon-Conti

Następną kandydatką była córka elektora bawarskiego, Karola Alberta, później krótkotrwałego cesarza Karola VII, ale ów namyślał się bardzo długo i zmarł w roku 1745 nie podjąwszy żadnej decyzji. W końcu ojciec Ludwika Filipa - Ludwik Pobożny (1703–1752), ożenił go z daleką kuzynką, Ludwiką Henriettą de Bourbon-Conti (20 czerwca 1726 – 9 lutego 1759), córką Ludwika Armanda II, księcia Conti, i Ludwiki Elżbiety, córki Ludwika III, księcia de Condé. Ślub odbył się 17 grudnia 1743 r. Ludwika była wychowywana w klasztorze i uważana za uosobienie wszelkich cnót - okazała się być ich totalnym przeciwieństwem i zasłynęła wkrótce ze skandalicznego trybu życia. Ludwik Filip miał z Ludwiką Henriettą troje dzieci:
- córkę - nieznanego imienia d'Orléans ([12/13 lipca – 14 grudnia 1745)
- Ludwik Filip Józef (13 kwietnia 1747 – 6 listopada 1793), książę Orleanu
- Ludwika Maria Teresa Batylda (9 lipca 1750 – 13 stycznia 1822), Mademoiselle, żona Ludwika Henryka, księcia de Condé

By się pocieszyć, Ludwik Filip wszedł w stały związek z aktorką panną Le Marquis, która mu urodziła jeszcze pięcioro nieślubnych dzieci, wychowywanych jak członkowie rodziny w jego paryskim pałacu Palais-Royal:
- Louis-Étienne (21 stycznia 1759 – 24 lipca 1825), opat w Saint-Farre,
- Louis-Philippe (7 lipca 1761 – 13 czerwca 1829), opat w Saint-Albin,
- Marie-Étienne *ur. 1761), panna de Villemonble, w 1778 poślubiła oficera dragonów François-Constantina de Brossard
- dwie córki - bliźniaczki

Po śmierci żony w roku 1759 Orleańczyk związał się z markizą Szarlotą Joanną de Montesson (1738 – 1806), którą zapragnął poślubić, ale Ludwik XV zgodził się jedynie na małżeństwo morganatyczne (1773), nie przyznał Szarlocie tytułu księżnej Orleanu i odebrał parze prawo przebywania na dworze królewskim. Małżonkowie usunęli się do zamku Szarloty Sainte-Assise położonego nad brzegiem Sekwany w obecnym departamencie Seine-et-Marne, gdzie Ludwik Filip zakończył życie 18 listopada 1785 roku.
Bardziej niż on w historii zapisali się jego syn, niesławnej raczej pamięci Ludwik Filip Józef zwany Philippe Égalité (1747–1793), i wnuk Ludwik Filip I, ostatni król Francuzów.